# Mario Cuevas
Mario Cuevas ist ein ehemaliger mexikanischer Fußballspieler, der vorwiegend im Mittelfeld agierte.

## Laufbahn
Cuevas spielte zu Beginn der 1970er Jahre für den Club León, mit dem er 1971 und 1972 jeweils zweimal in Folge den mexikanischen Pokalwettbewerb und den Supercup gewann.
Nach dem erstmaligen Aufstieg von Unión de Curtidores in die höchste Spielklasse (1974) wechselte Cuevas, wie auch einige seiner Mannschaftskameraden aus den Reihen des Club León, zum Stadtrivalen und bestritt am 14. Juli 1974 deren Debütspiel in der ersten Liga, das beim Puebla FC mit 0:2 verloren wurde.

## Erfolge
- Mexikanischer Pokalsieger: 1971, 1972
- Mexikanischer Supercup: 1971, 1972